# Evadare din coteț: Chicken Nugget
Evadare din coteț: Chicken Nugget (titlu original: în engleză Chicken Run: Dawn of the Nugget) este un film de animație și comedie din anul 2023 produs de studioul Aardman Animations și Netflix. Este regizat de Sam Fell, Vocile sunt asigurate de Thandiwe Newton, Zachary Levi, Bella Ramsey, Imelda Staunton, Lynn Ferguson, David Bradley, Jane Horrocks, Romesh Ranganathan, Daniel Mays, Josie Sedgwick-Davies, Peter Serafinowicz, Nick Mohammed și Miranda Richardson.